# Nucléide primordial

Abondance (en fraction atomique par rapport au silicium) des éléments chimiques dans la croûte terrestre externe en fonction de leur numéro atomiqueZ. Les éléments les plus rares (en jaune) ne sont pas les plus lourds mais les plus sidérophiles (fréquemment associés au fer) dans la classification géochimique. Ils ont été épuisés par migration en profondeur dans le noyau terrestre. Leur abondance dans les météoroïdes est plus élevée. De plus, le tellure et le sélénium ont été épuisés par formation d'hydrures volatils. Les « discontinuités » entre hydrogène et lithium ; fluor et sodium ; chlore et potassium ; brome et rubidium ; iode et césium correspondent aux gaz nobles : hélium ; néon ; argon ; krypton ; xénon.
La « discontinuité » du technétium se situe entre le molybdène et le ruthénium ; celle du prométhium entre le néodyme et le samarium.

En géochimie et en physique nucléaire, un nucléide primordial, ou isotope primordial, est un nucléide présent sur Terre depuis sa formation. On en connaît 288 (le caractère primordial est discuté pour deux d'entre eux, 146Sm et 244Pu). Parmi eux, 252 sont des nucléides stables, les 36 autres sont radioactifs avec une demi-vie suffisamment longue pour avoir survécu depuis la formation de la Terre.

## Origine
Selon la théorie de l'évolution des étoiles, tous les éléments sauf l'hydrogène se sont formés par nucléosynthèse, soit dans les instants suivant le Big Bang (nucléosynthèse primordiale), soit au sein des étoiles (nucléosynthèse stellaire). Les isotopes stables sont demeurés en l'état et on les retrouve tous sur Terre. Les isotopes dont la radioactivité a été décelée, ou radioisotopes, se désintègrent, mais il en reste encore sur Terre en quantités appréciables si leur demi-vie est suffisamment grande (de l'ordre de 100 millions d'années).
On trouve aussi sur Terre des radioisotopes de demi-vies plus courtes, mais ces nucléides ne sont pas primordiaux, ils sont soit présents dans les chaînes de désintégration des radioisotopes primordiaux (comme le radon 222, descendant de l'uranium 238 primordial), soit produits sur Terre par spallation cosmique (comme le carbone 14, produit par spallation de l'azote 14 atmosphérique) ou plus rarement par des transmutations nucléaire dans certains minerais. Il y a ainsi plus d'une cinquantaine de nucléides radioactifs non-primordiaux (dont 24 isotopes cosmogéniques) sur le total d'environ 340 nucléides que l'on trouve naturellement sur Terre. Il est difficile d'être précis : certains de ces nucléides sont supposés présents, mais jamais retrouvé de manière quantifiable dans l'environnement (trop peu abondants, en général en raison d'une demi-vie très courte).
Les radioisotopes qui étaient présents lors de la formation de la Terre, mais qui se sont désintégrés depuis et ne se trouvent donc plus dans le milieu naturel, forment le groupe des radioactivités éteintes. La limite entre radioactivité éteinte et isotope primordial est délicate à déterminer, le plutonium 244 se trouvant par exemple sur cette limite : il a une demi-vie d'environ 80 millions d'années, il s'est écoulé environ 56 demi-vies de cet isotope depuis la formation de la Terre il y a 4,6 milliards d'années. La quantité initiale de ce nucléide a donc diminué d'un facteur 256 (≈ 1017) depuis la formation de la Terre. On classe généralement le plutonium 244 parmi les isotopes primordiaux depuis sa détection dans le milieu naturel dans les années 1970, mais des études plus récentes (2012) ont remis en question sa présence dans le milieu naturel en tant qu'isotope primordial, ce serait donc plutôt une radioactivité éteinte. S'il est présent sur Terre en tant qu'isotope primordial, il est probablement le plus rare de ceux-ci, avec une concentration inférieure à quelques centaines d'atomes par gramme de minerai. À sa rareté s'ajoute le fait de distinguer plutonium primordial, plutonium d'origine météoritique, et surtout plutonium d'origine humaine, car il fait partie du cycle du nucléaire et il a pu contaminer l'environnement (soit à la suite des catastrophes de Tchernobyl et de Fukushima, soit à la suite de tous les essais nucléaires ayant eu lieu à l'air libre).
Parmi les isotopes "à la limite", le samarium 146 n'a pas encore été détecté dans la nature, mais il a une demi-vie plus grande que celle du plutonium 244 (103 millions d'années) ; si on peut quantifier le 244Pu primordial, il est probable que les progrès de la chimie analytique permettent de trouver du 146Sm. Pour cette raison, il est déjà classé parmi les nucléides primordiaux.

## Liste des nucléides primordiaux

### Liste complète
La liste regroupe les 288 isotopes primordiaux, dont 36 sont instables (en gras et italique). La demi-vie de 25 d'entre eux est supérieure à 10 fois l'âge de l'univers, ces 25 nucléides (entre parenthèses) ont donc une radioactivité négligeable en pratique. Ces indications ne sont pas nécessairement des signes de leur rareté : ainsi, dans le cas de l'indium et du rhénium, c'est le radioisotope qui est le plus abondant (par rapport à  l'isotope stable du même élément).
| Élément    | Z  | Isotopes primordiaux (dont radioactifs)                              |
| ---------- | -- | -------------------------------------------------------------------- |
| Hydrogène  | 1  | 1H, 2H                                                               |
| Hélium     | 2  | 3He, 4He                                                             |
| Lithium    | 3  | 6Li, 7Li                                                             |
| Béryllium  | 4  | 9Be                                                                  |
| Bore       | 5  | 10B, 11B                                                             |
| Carbone    | 6  | 12C, 13C                                                             |
| Azote      | 7  | 14N, 15N                                                             |
| Oxygène    | 8  | 16O, 17O, 18O                                                        |
| Fluor      | 9  | 19F                                                                  |
| Néon       | 10 | 20Ne, 21Ne, 22Ne                                                     |
| Sodium     | 11 | 23Na                                                                 |
| Magnésium  | 12 | 24Mg, 25Mg, 26Mg                                                     |
| Aluminium  | 13 | 27Al                                                                 |
| Silicium   | 14 | 28Si, 29Si, 30Si                                                     |
| Phosphore  | 15 | 31P                                                                  |
| Soufre     | 16 | 32S, 33S, 34S, 36S                                                   |
| Chlore     | 17 | 35Cl, 37Cl                                                           |
| Argon      | 18 | 36Ar, 38Ar, 40Ar                                                     |
| Potassium  | 19 | 39K, 40K, 41K                                                        |
| Calcium    | 20 | 40Ca, 42Ca, 43Ca, 44Ca, 46Ca, (48Ca)                                 |
| Scandium   | 21 | 45Sc                                                                 |
| Titane     | 22 | 46Ti, 47Ti, 48Ti, 49Ti, 50Ti                                         |
| Vanadium   | 23 | (50V), 51V                                                           |
| Chrome     | 24 | 50Cr, 52Cr, 53Cr, 54Cr                                               |
| Manganèse  | 25 | 55Mn                                                                 |
| Fer        | 26 | 54Fe, 56Fe, 57Fe, 58Fe                                               |
| Cobalt     | 27 | 59Co                                                                 |
| Nickel     | 28 | 58Ni, 60Ni, 61Ni, 62Ni, 64Ni                                         |
| Cuivre     | 29 | 63Cu, 65Cu                                                           |
| Zinc       | 30 | 64Zn, 66Zn, 67Zn, 68Zn, 70Zn                                         |
| Gallium    | 31 | 69Ga, 71Ga                                                           |
| Germanium  | 32 | 70Ge, 72Ge, 73Ge, 74Ge, (76Ge)                                       |
| Arsenic    | 33 | 75As                                                                 |
| Sélénium   | 34 | 74Se, 76Se, 77Se, 78Se, 80Se, (82Se)                                 |
| Brome      | 35 | 79Br, 81Br                                                           |
| Krypton    | 36 | (78Kr), 80Kr, 82Kr, 83Kr, 84Kr, 86Kr                                 |
| Rubidium   | 37 | 85Rb, 87Rb                                                           |
| Strontium  | 38 | 84Sr, 86Sr, 87Sr, 88Sr                                               |
| Yttrium    | 39 | 89Y                                                                  |
| Zirconium  | 40 | 90Zr, 91Zr, 92Zr, 94Zr, (96Zr)                                       |
| Niobium    | 41 | 93Nb                                                                 |
| Molybdène  | 42 | 92Mo, 94Mo, 95Mo, 96Mo, 97Mo, 98Mo, (100Mo)                          |
| Ruthénium  | 44 | 96Ru, 98Ru, 99Ru, 100Ru, 101Ru, 102Ru, 104Ru                         |
| Rhodium    | 45 | 103Rh                                                                |
| Palladium  | 46 | 102Pd, 104Pd, 105Pd, 106Pd, 108Pd, 110Pd                             |
| Argent     | 47 | 107Ag, 109Ag                                                         |
| Cadmium    | 48 | 106Cd, 108Cd, 110Cd, 111Cd, 112Cd, (113Cd), 114Cd, (116Cd)           |
| Indium     | 49 | 113In, (115In)                                                       |
| Étain      | 50 | 112Sn, 114Sn, 115Sn, 116Sn, 117Sn, 118Sn, 119Sn, 120Sn, 122Sn, 124Sn |
| Antimoine  | 51 | 121Sb, 123Sb                                                         |
| Tellure    | 52 | 120Te, 122Te, 123Te, 124Te, 125Te, 126Te, (128Te, 130Te)             |
| Iode       | 53 | 127I                                                                 |
| Xénon      | 54 | (124Xe), 126Xe, 128Xe, 129Xe, 130Xe, 131Xe, 132Xe, 134Xe, (136Xe)    |
| Césium     | 55 | 133Cs                                                                |
| Baryum     | 56 | (130Ba), 132Ba, 134Ba, 135Ba, 136Ba, 137Ba, 138Ba                    |
| Lanthane   | 57 | 138La, 139La                                                         |
| Cérium     | 58 | 136Ce, 138Ce, 140Ce, 142Ce                                           |
| Praséodyme | 59 | 141Pr                                                                |
| Néodyme    | 60 | 142Nd, 143Nd, (144Nd), 145Nd, 146Nd, 148Nd, (150Nd)                  |
| Samarium   | 62 | 144Sm, 146Sm (?), 147Sm, (148Sm), 149Sm, 150Sm, 152Sm, 154Sm         |
| Europium   | 63 | (151Eu), 153Eu                                                       |
| Gadolinium | 64 | (152Gd), 154Gd, 155Gd, 156Gd, 157Gd, 158Gd, 160Gd                    |
| Terbium    | 65 | 159Tb                                                                |
| Dysprosium | 66 | 156Dy, 158Dy, 160Dy, 161Dy, 162Dy, 163Dy, 164Dy                      |
| Holmium    | 67 | 165Ho                                                                |
| Erbium     | 68 | 162Er, 164Er, 166Er, 167Er, 168Er, 170Er                             |
| Thulium    | 69 | 169Tm                                                                |
| Ytterbium  | 70 | 168Yb, 170Yb, 171Yb, 172Yb, 173Yb, 174Yb, 176Yb                      |
| Lutécium   | 71 | 175Lu, 176Lu                                                         |
| Hafnium    | 72 | (174Hf), 176Hf, 177Hf, 178Hf, 179Hf, 180Hf                           |
| Tantale    | 73 | 180mTa, 181Ta                                                        |
| Tungstène  | 74 | (180W), 182W, 183W, 184W, 186W                                       |
| Rhénium    | 75 | 185Re, 187Re                                                         |
| Osmium     | 76 | 184Os, (186Os), 187Os, 188Os, 189Os, 190Os, 192Os                    |
| Iridium    | 77 | 191Ir, 193Ir                                                         |
| Platine    | 78 | (190Pt),192Pt, 194Pt, 195Pt, 196Pt, 198Pt                            |
| Or         | 79 | 197Au                                                                |
| Mercure    | 80 | 196Hg, 198Hg, 199Hg, 200Hg, 201Hg, 202Hg, 204Hg                      |
| Thallium   | 81 | 203Tl, 205Tl                                                         |
| Plomb      | 82 | 204Pb, 206Pb, 207Pb, 208Pb                                           |
| Bismuth    | 83 | (209Bi)                                                              |
| Thorium    | 90 | 232Th                                                                |
| Uranium    | 92 | 235U, 238U                                                           |
| Plutonium  | 94 | 244Pu (?)                                                            |

### Isotopes stables et quasi stables
Tous les éléments de numéro atomique Z inférieur ou égal à 82 (éléments plus légers que le plomb) ont au moins un isotope stable, à l'exception de deux éléments :  le technétium (Z = 43) et le prométhium (Z = 61). L'isotope 209Bi, de numéro atomique 83, est quasi stable (demi-vie d'environ 2 × 1019 années, largement supérieure à l'âge de l'univers). Les seuls isotopes primordiaux de numéro atomique plus élevé sont ceux du thorium (Z = 90) et de l'uranium (Z = 92), et peut-être du plutonium (Z = 94), qui forment un îlot de stabilité (leurs périodes radioactives sont considérablement plus grandes que celles des autres isotopes de masse proche).
Tous les isotopes stables ou quasi stables sont des nucléides primordiaux : il n'y a pas d'isotope stable qui soit absent du milieu naturel sur Terre. Cependant, les proportions relatives de certains isotopes stables ont pu évoluer avec le temps, notablement avec le plomb qui est l'aboutissement des chaînes de désintégration majeures : une partie du plomb 208, par exemple, est d'origine radiogénique, descendant du thorium 232 ; seule une minorité des atomes de cet isotope présents dans le milieu naturel sont effectivement là depuis la formation de la Terre. L'isotope purement primordial plomb 204 est minoritaire parmi les isotopes du plomb.

### Radioisotopes
La liste exacte des radioisotopes primordiaux n'est pas nécessairement fixe : il existe de nombreux isotopes pour l'instant considérés comme stables dont la radioactivité est soupçonnée sur des bases théoriques.
Sur les 36 nucléides primordiaux dont la radioactivité a été établie avec certitude, 
- Deux n'ont pas encore été détectés avec certitude dans le milieu naturel : le plutonium 244 et le samarium 146.
- Trois ont une chaîne de désintégration : il s'agit des radioisotopes lourds 232Th (demi-vie de 14 milliards d'années), 238U (demi-vie de 4,5 milliards d'années, environ trois fois moins abondant que le thorium), et 235U (demi-vie de 700 millions d'années, abondance de l'ordre de 0,7 % de l'uranium). Ces isotopes primordiaux sont à l'origine de la présence sur Terre de plus d'une quarantaine d'autres isotopes radioactifs, présents dans leur chaînes de désintégration.
- Plusieurs sont utilisés dans des méthodes de datation : le 40K est par exemple utilisé dans le cadre de la datation par le potassium-argon.